# Даниел Карасо
Даниел Карасо е еврейски бизнесмен, син и наследник на Исак Карасо, основателя на международния производител на хранителни стоки „Данон“.

## Биография
Даниел Карасо е роден на 16 декември 1905 година в Солун, тогава в Османската империя, днес Гърция, в известната сефарадска фамилия Карасо (срещано и като Карасу). След Балканските войни, в 1916 година семейството се мести да живее в Барселона. В 1917 година бащата на Даниел започва да пласира кисело мляко, което кръщава на сина си, чийто прякор на каталонски е Данон.
В 1923 година Даниел Карасо влиза в бизнес училище в Марсилия, Франция и учи бактерология. В 1926 година отварят фабрика за кисело мляко в Париж. Той поема семейния бизнес в 1940 година, след смъртта на баща си.
В 1941 година е принуден да бяга от нацистите и се установява в САЩ. В следващата година става партньор с две приятелски семейства, с които купуват малка гръцка компания за кисело мляко. Така основават клон на Данон в Бронкс, Ню Йорк. В 1947 година добавят сладко към киселото мляко, за да са в крак с предпочитанията на американските потребители, разраствайки пазара си.
Даниел Карасо се връща във Франция в 1951 година. Даниел Карасо разширява бизнеса, като започва да се занимава със сирена и други хранителни продукти. Купува американската компания „Беатрис Фуудс“ в 1981 година и променя името на „Груп Данон“. Умира в дома си в Париж на 103 години.